# Нойхінг
Нойхінг (нім. Neuching) — громада в Німеччині, розташована в землі Баварія. Підпорядковується адміністративному округу Верхня Баварія. Входить до складу району Ердінг. Складова частина об'єднання громад Обернойхінг.
Площа — 19,66 км2. Населення становить 2670 ос. (станом на 31 грудня 2020).